# František Mikloško
František Mikloško (Nitra, 2 de junio de 1947) es un político eslovaco, expresidente del Consejo Nacional Eslovaco y antiguo miembro del Consejo Nacional de la República Eslovaca, hermano menor de Jozef Mikloško. En las elecciones presidenciales de 2019, se postuló para presidente de la República Eslovaca.

## Biografía
František Mikloško nació en Nitra, donde se graduó en la Escuela Industrial Secundaria de Ingeniería Civil en 1966.
En 1971 se graduó en matemáticas en la Facultad de Ciencias de la Universidad Comenius de Bratislava. De 1971 a 1983 trabajó en el Instituto de Cibernética Técnica de la Academia Eslovaca de Ciencias en el campo de las matemáticas numéricas. Entre 1983 y 1989 trabajó como peón. Antes de 1989 era disidente, activista de la llamada Iglesia clandestina. Mikloško trabajó entre la juventud universitaria y participó en la creación y distribución de samizdat. Perteneció a los organizadores del llamado Viernes Santo de Bratislava, una importante manifestación pública pacífica de creyentes por la libertad religiosa y civil en 1988, también conocida como la Manifestación de las velas, que fue un preludio de la Revolución de Terciopelo.

## Carrera política después de 1989
En noviembre de 1989, František Mikloško se convirtió en miembro del Comité de Coordinación de Público Contra la Violencia (VPN). En 1992, ingresó en el partido Movimiento Demócrata Cristiano (KDH). Desde 1990 ha sido miembro del Consejo Nacional Eslovaco (SNR) y del Consejo Nacional de la República Eslovaca. En 1992 se desempeñó como presidente del SNR.
En 2004, participó en las elecciones presidenciales. En la primera vuelta recibió 129.414 votos (6,51%), lo que lo colocó en el quinto lugar entre doce candidatos. También se desempeñó como miembro del Consejo Nacional de la República Eslovaca. Fue miembro del Comité de Derechos Humanos, Nacionalidades y Condición de la Mujer del Consejo Nacional de la República Eslovaca. Fue el único diputado que estuvo en el Parlamento eslovaco desde el 1 de marzo de 1990 hasta julio de 2010.
El 21 de febrero de 2008, Mikloško, junto con Vladimír Palk, Rudolf Bauer y Pavel Minárik, anunciaron su salida del KDH. Fundaron un nuevo partido político, los Demócratas Conservadores de Eslovaquia (KDS).
El 29 de julio de 2008, František Mikloško anunció su nueva candidatura a la presidencia como miembro del KDS. En la primera ronda de las elecciones presidenciales del 21 de marzo de 2009, ganó 101.573 (5,42 %), terminó en tercer lugar y no llegó a la segunda ronda.
En las elecciones al Parlamento Europeo de 2014, quedó en tercer lugar por la coalición de partidos NOVA, KDS y OKS como miembro del Parlamento Europeo.

### Elecciones presidenciales de 2019
El 7 de junio de 2018, Mikloško anunció su tercera candidatura presidencial. Declaró diez prioridades en su programa electoral. Uno de los motivos principales es la decencia, que se basa en el legado del movimiento Por una Eslovaquia Decente. Quería unir a la gente en un espíritu de decencia y justicia e iniciar discusiones sobre varios temas.
Con respecto a su plan de política exterior, Mikloško quería representar la membresía de Eslovaquia en Occidente, también apoyó el anclaje euroatlántico de Eslovaquia en la UE y la OTAN y la estrategia de seguridad sería actualizada de forma preparada por el Ministerio de Asuntos Exteriores y Europeos en 2017. Se inspiró en la historia de Eslovaquia y la tradición democrática y cristiana. Es un cristiano devoto, pero al mismo tiempo se negó a asociar el cristianismo con el nacionalismo. Su candidatura fue apoyada por los partidos políticos OKS y KDH. Ján Figeľ, Milan Majerský, Anna Záborská y Marek Krajčí (representantes de KDH, OĽANO) también expresó su apoyo en una conferencia de prensa conjunta. También contó con el apoyo del Foro de Instituciones Cristianas, que reúne a casi 60 organizaciones.13 Mikloško obtuvo 122.916 votos (5,72%) en la primera vuelta de las elecciones, quedando en quinto lugar. No avanzó a la segunda ronda.

## Vida personal
Mikloško se casó el 6 de julio de 2007, a la edad de 60 años. Su esposa Jana Miklošková (de soltera Sasínová) es de Moravia y tiene 20 años menos que él.